# DarkPlaces

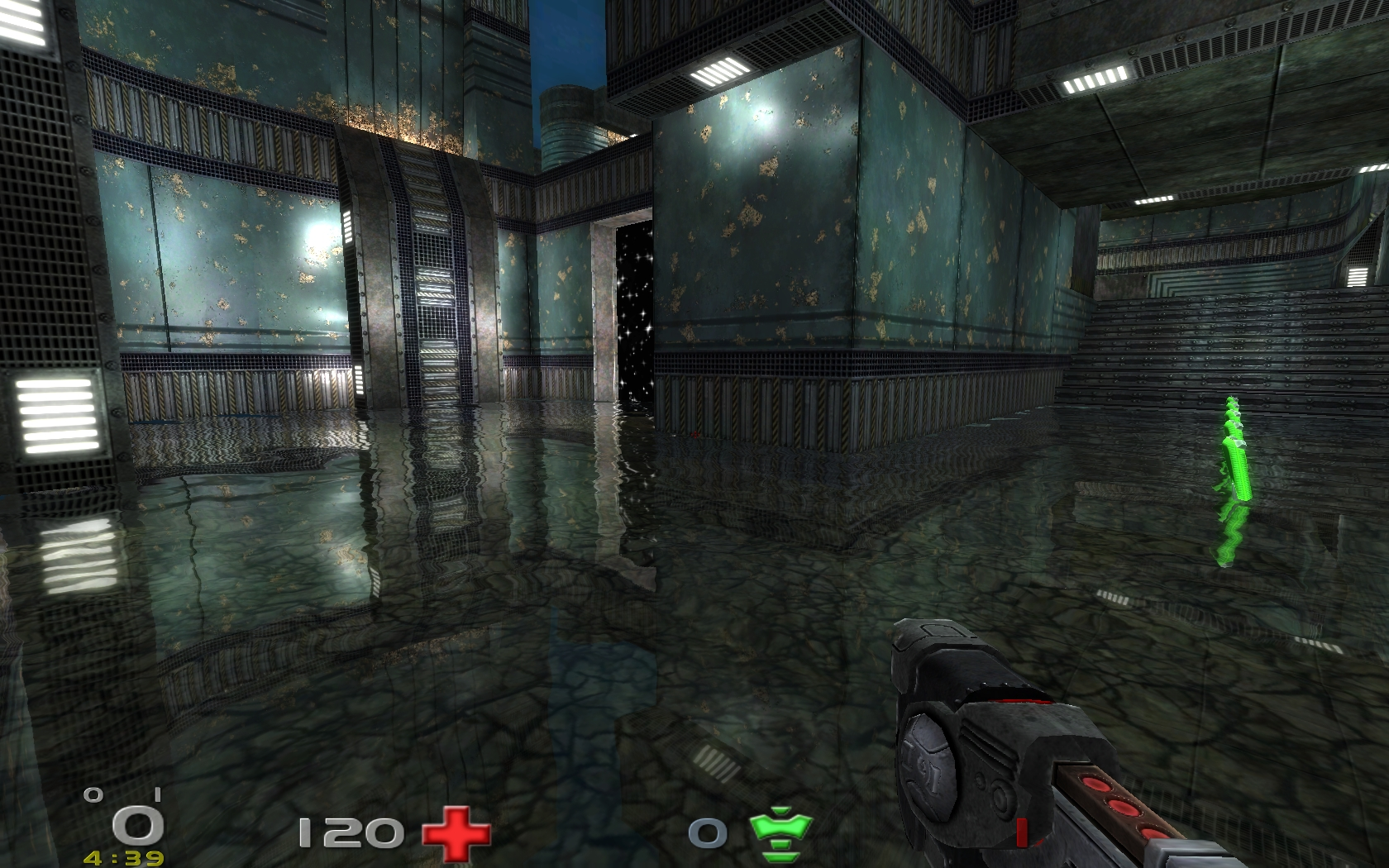
Шейдерная вода, которая отражает окружающий мир в игре Nexuiz.

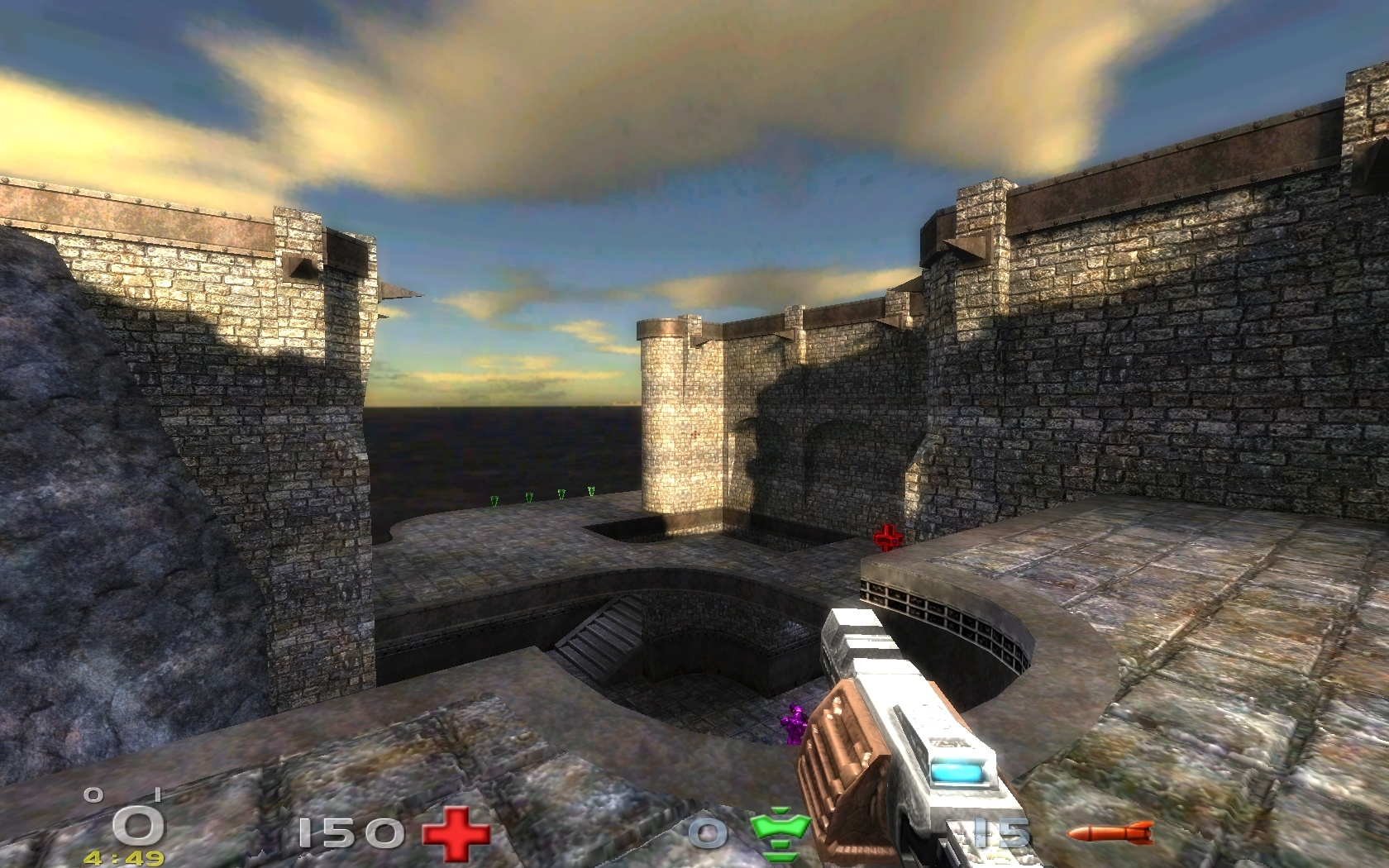
Открытые локации с динамическим освещением; также заметно рельефное текстурирование (кирпичный пол).

DarkPlaces (англ. dark places — рус. «тёмные места») — игровой движок, разработанный программистом Эшли «LadyHavoc» Хейл и являющийся форком известнейшего игрового движка Quake engine. Распространяется согласно свободной лицензии GNU GPL. 

## История разработки
Игровой движок разрабатывался Эшли «LadyHavoc» Хейл (англ. Ashley Hale; ранее известна как Форест «LordHavoc» Хейл) на протяжении шести лет. В основу был положен движок Quake, исходные коды которого компания-разработчик id Software открыла в 2001 году. За годы активной эксплуатации оригинальной движок был задействован во множестве игр, включая Quake 1996 года и HeXen II 1997 года. Помимо этого, на оригинальном движке Quake было основано множество других игровых движков, подобных DarkPlaces. 
Первой и наиболее известной игрой, построенной на DarkPlaces, стала Nexuiz, позднее переименованная в Nexuiz Classic, и её альтернативное развитие Xonotic.

## Технические характеристики
В сравнении с оригинальным движком, DarkPlaces имеет ряд улучшений: была переработана система освещения; добавлена поддержка динамических теней, на которые могут влиять источники освещения; добавлены различные эффекты пост-обработки (например, размытие — blur, bloom, High Dynamic Range Rendering); добавлена поддержка текстур высокого разрешения, различных методов рельефного текстурирования. DarkPlaces также поддерживает формат сжатия звука Ogg Vorbis, язык для программирования шейдеров OpenGL Shading Language, карты формата движка id Tech 3 и скелетную анимацию персонажей. Для отрисовки (рендеринга) изображения в играх на основе этого движка применяется API OpenGL.
Одной из ключевых особенностей является поддержка пользовательских модификаций, которые разработаны для оригинального Quake.

## Игры, использующие DarkPlaces
Указаны только даты выхода первых версий.
- 2002 — Nexuiz (Nexuiz Classic) (разработчик: Alientrap)[2][3]
- 2003 — Good Vs. Bad 2 (разработчики: команда Good Vs. Bad 2)[4]
- 2003 — Transfusion (разработчики: The Transfusion Project)[5]
- 2004 — Open Quartz (разработчики: команда Open Quartz)[6]
- 2005 — Defeat in Detail 2 (разработчик: Mauvebib)[7][8]
- 2006 — Darsana (разработчик: Chris Page)[9]
- 2010 — Steel Storm: Burning Retribution (разработчик: Kot-in-Action Creative Artel)[10]
- 2010 — Xonotic (разработчики: команда Xonotic)[11]
- 2015 — Rexuiz (разработчики: команда Rexuiz)[12]
- 2012 — Retro Blazer (выпущена как альфа-версия) (разработчик: Amilcar Parra)
- 2017 — Doombringer (разработчик: Kristus)
- Дата выпуска неизвестна — The Hunted Chronicles (разработчик: Chris Page)[13]
- Статус неизвестен — Feral Flesh (разработчики: команда Feral Flesh)[пр. 1][14]
- Статус неизвестен — WarQraft (разработчик: diGGer)[15]
- Статус неизвестен — Zymotic (разработчик: Alientrap)[16]
- Статус неизвестен — Quake 10 Year[17]
- Статус неизвестен — Blood Omnicide[пр. 2] (разработчик: RazorWind Games)[18][19]